# Arnis
För kampsporten, se Modern Arnis.
Arnis (danska: Arnæs) är efter folkmängd och även efter ytan Tysklands minsta stad. Den ligger på en halvö i distriktet Schleswig-Flensburg som tillhör förbundslandet Schleswig-Holstein. På skylten vid stadens gräns står "Bad Arnis" men beteckningen är inte officiell och besökare betalar inte den avgift som krävs i tyska kurorter (Kurtaxe). Staden ingår i kommunalförbundet Amt Kappeln-Land tillsammans med ytterligare tre kommuner.
Samhället grundades 1666 av 64 familjer från orten Kappeln som flyttade till den dåvarande ön på grund av att de vägrade lyda under adelsmannen Detlef von Rumohr. Orten blev ett år senare köping (Flecken) och utvecklades till ett centrum för fiske. Efter att regionen 1869 blev en del av Preussen minskade ortens betydelse avsevärt. Året 1933 deklarerade Tysklands nationalsocialistiska administration att alla samhällen i Schleswig-Holstein som var stad eller köping skulle få stadsrättigheter. Ett år senare bekräftades av en ansvarig från distriktet att ortens bebyggelse liknar en stad och dessutom var turismen en viktig del av ekonomin.